# Jonathan Gordon
Jonathan Gordon est un producteur de cinéma américain.

## Biographie
Après des études à l'Université Northwestern (Illinois), il travaille avec Harvey et Robert Weinstein à Miramax Films de 1992 à 2005, jusqu'à ce qu'ils quittent Miramax pour créer The Weinstein Company, puis un an à Universal Pictures, avant de créer en 2007 sa propre société, Jon Gordon Productions,.

## Filmographie
- 1997 : Will Hunting de Gus Van Sant
- 1999 : The Rain in Spain de Lasse Hallström
- 1999 : Dogma de Kevin Smith
- 2000 : De si jolis chevaux de Billy Bob Thornton
- 2000 : The Yards de James Gray
- 2000 : Committed de Lisa Krueger
- 2001 : Jay et Bob contre-attaquent de Kevin Smith
- 2001 : Daddy and Them de Billy Bob Thornton
- 2002 : Confessions d'un homme dangereux de George Clooney
- 2002 : Une chambre pour quatre de Jordan Brady
- 2004 : Père et Fille de Kevin Smith
- 2005 : Dérapage de Mikael Håfström
- 2005 : Les Frères Grimm de Terry Gilliam
- 2005 : Le Grand Raid de John Dahl
- 2009 : Palace pour chiens de Thor Freudenthal
- 2011 : L'Agence de George Nolfi
- 2011 : Red State de Kevin Smith
- 2012 : Happiness Therapy de David O. Russell
- 2013 : American Bluff de David O. Russell
- 2015 : Those People de Joey Kuhn

## Distinctions
- Oscars 2013 : Nomination pour l'Oscar du meilleur film (Happiness Therapy), conjointement avec Donna Gigliotti et Bruce Cohen
- BAFTA 2014 : Nomination pour le BAFA du meilleur film (American Bluff), conjointement avec Charles Roven, Richard Suckle et Megan Ellison
- Oscars 2014 : Nomination pour l'Oscar du meilleur film (American Bluff), conjointement avec Charles Roven, Richard Suckle et Megan Ellison